# Monochroides olivescens
Monochroides olivescens är en fjärilsart som beskrevs av W. Warren 1889. Monochroides olivescens ingår i släktet Monochroides och familjen nattflyn. Inga underarter finns listade i Catalogue of Life.